# 1,3-cicloesadiene
Il 1,3-cicloesadiene è un diene ciclico coniugato con formula (CH2)2(CH)4. È un liquido incolore infiammabile di odore sgradevole, praticamente insolubile in acqua. L'anello del 1,3-cicloesadiene è presente nell'α-terpinene, un composto di origine naturale presente nell'olio essenziale di pino. Esiste anche il composto isomero non coniugato 1,4-cicloesadiene.

## Sintesi
Sono noti molti modi per sintetizzare il 1,3-cicloesadiene. Uno dei più convenienti è schematizzato nella figura seguente. Trattando cicloesene con bromo si ottiene il trans-1,2-dibromocicloesano; la deidrobromurazione di quest'ultimo porta quindi a 1,3-cicloesadiene.
Il 1,3-cicloesadiene si può ottenere anche da 1,3,5-esatriene per ciclizzazione fotochimica o per via termica al di sopra di 110 °C.

## Tossicità / Indicazioni di sicurezza
Il 1,3-cicloesadiene è disponibile in commercio. È un liquido facilmente infiammabile; va tenuto lontano da fonti di calore, fiamme e scintille. Non è considerato pericoloso per le acque. Non risultano dati su eventuali effetti cancerogeni.